# Hípica Militar de Alcalá de Henares
La Hípica Militar de Alcalá de Henares, oficialmente conocida como CDSCM "Alcalá", es un centro deportivo sociocultural militar situado en Alcalá de Henares (Comunidad de Madrid - España). Depende directamente de la Dirección de Asistencia al Personal (DIAPER) que a su vez está integrada en el Mando de Personal del Ejército de Tierra. 

## Ubicación
Se ubica al este de la ciudad, frente al acuartelamiento Primo de Rivera, que fue creado en 1953 y es conocido popularmente como BRIPAC debido a que sirvió de cuartel de esta unidad militar durante muchos años, hasta su traslado a Paracuellos de Jarama.
La Hípica y el acuartelamiento están separados por una rotonda con un monumento homenaje a la Brigada Paracaidista, levantado en 1995. En la parte alta del monumento hay una mano haciendo el signo de la victoria y de ella cuelga un paracaídas.
En sus inmediaciones se encuentran la Colonia militar de Tierra, una zona residencial con chalets unifamiliares, y el barrio Ciudad del Aire. Muchos de los socios del centro deportivo militar residen en estas viviendas así como en toda la ciudad complutense. Cualquier militar de toda España puede acceder a La Hípica presentando su acreditación. Los no militares pueden darse de alta como usuarios civiles siguiendo el procedimiento establecido. 

## Historia
La Hípica es parte de la historia de Alcalá de Henares desde hace más de cuatro décadas. En 2015 cambió de nombre y pasó de llamarse CDSCM "Hípica de Alcalá" a Centro Deportivo y Sociocultural del E.T. "Alcalá" adoptando una nueva plantilla de personal e integrándose el CDSCM "Miguel de Cervantes".
Es un referente para los concursos hípicos a nivel nacional. Durante muchos años, en estos eventos hípicos los asistentes podían apostar con dinero a su caballo y jinete favoritos. A finales de los años 90 del siglo XX e inicios del siglo XXI el sistema de apuestas fue eliminado.
La Hípica Militar de Alcalá, así como otros centros ecuestres cercanos como "Las Cadenas" en Camarma de Esteruelas, ha sido visitada en varias ocasiones por la Infanta Elena, que ha participado como amazona en diversos concursos de equitación.
Cada año, el 5 de enero, desde las instalaciones de La Hípica sale una cabalgata de Reyes Magos escoltada por militares y vehículos del Ejército de Tierra. La cabalgata visita la Colonia de Tierra y la Ciudad del Aire.

## Instalaciones
Este centro militar cuenta, entre otras instalaciones, con varios espacios amplios para la práctica de la equitación, pistas de pádel y tenis, un campo de fútbol sala, un parque infantil y tres piscinas al aire libre. En él se desarrolla la práctica deportiva en varias escuelas de equitación, tenis, pádel, taekwondo, natación, gimnasia o aerobic. Además tiene zona de restauración con terraza y comedor, y salones para celebraciones.
En su escuela hípica se imparten clases para niños y adultos, que luego demuestran su aprendizaje en diversas competiciones. Además tiene grandes espacios para cuadras, una pista de hierba natural, destinada a concursos, y varias pistas de tierra para entrenamientos.
Durante algunos años de la década de los años 90, un equipo de adultos y un equipo de niños socios del centro representaron a la Hípica en competiciones deportivas de fútbol sala, fútbol 7 y fútbol 11 en Alcalá de Henares. Tiempo después, aquel equipo de niños ya convertidos en adolescentes se integró en el Club Deportivo Avance. 
Desde los años 90 del siglo XX, el taekwondo ha tenido espacio en este centro deportivo militar. Muchos de los alumnos de su escuela han obtenido medallas en campeonatos deportivos por toda la geografía española.